# Сухадоле (община Лития)
Вижте пояснителната страница за други значения на Сухадоле.
Сухадоле (на словенски: Suhadole) е село в Словения, регион Средна Словения, община Лития. Според Националната статистическа служба на Република Словения през 2015 г. селото има 13 жители.